# О'Мур, Рори (ум. 1578)
Рори О’Мур (ирл. Ruairí Óg Ó Mórdha), также известный как Рори Ог О’Мор (ирл. Ruairí Óg Ó Mórdha; умер в 1578 году) — ирландский племенной лидер, управлявший территории современного графства Лейкс.

## Биография
Второй сын Руайри О’Морды, капитана Лейкса, и Маргарет, дочери Томаса Батлера (? - 1532) и внучки Пирса Батлера, 8-го графа Ормонда. Его семья была вождем одного из самых влиятельных ирландских кланов. Руайри Каох О’Морда (ок. 1554 г.), его отец, был сыном Коннелла О’ Морды (ум. 1537 г.) и рано приобрел характер видного вождя. После смерти Коннелла разгорелся спор между тремя его сыновьями — Лисахтом, Кедагом и Руайри — и их дядей Питером, который был танистри, кто из них должен стать главой семьи. Питер какое-то время был другом Батлеров. Следовательно, лорд-депутат Ирландии лорд Леонард Грей поддержал сыновей; и хотя Питер был признан вождем, Грей пленил его хитростью и некоторое время водил в цепях. Лисахт был убит, Кедаг получил пост вождя, но умер в начале 1542 года, и его место занял Руайри, третий брат.
Руайри Каох 13 мая 1542 года принял участие в процессе капитуляции и возврата под английским именем «Рори О’Мор из Лейкса». Кедаг оставил сына с таким же именем, который много лет спустя, в 1565 году, подал прошение в Тайный совет в Дублине о восстановлении наследства своего отца. В гранте, впоследствии предоставленном его старшему сыну, говорится о его заслугах перед королем Эдуардом VI, но приказ от 15 марта 1550-1551 года запретил любому лидеру клана О’Морда владеть землей в Лейксе.
Между 1550 и 1557 годами Руайри О’Морда был убит, и его преемником стал Коннелл Ог О’Мор, который, возможно, был Коннеллом Ог О’Мором, упомянутым в 1556 году в поселении Лейкс. Он был казнен в 1557 году.
В 1556 году королева Англии Мария Тюдор утвердила Закон, «… согласно которому король и королевские величества, а также наследники и преемники королевы получают право на графства Лейкс, Слюмардж, Ирри, Глинмалири и Оффали. Это разделило новые графства Королевы (ныне графство Лиишь) и Короля (ныне графство Оффали), тем самым лишив остальную часть клана О’Мор и положив начало колонизации Ирландии.

## Руайри Ог и Каллах
У Рори осталось два сына, Каллах и Руайри Ог. Каллах, выросший в Англии, был прозван англичанами «Калоу», и, как он описывает себя как жителя Грейс-Инна в 1568 году, он может быть тем Джоном Кэллоу, который въехал туда в 1567 году. В 1571 году граф Ормонд подал прошение о возвращении Каллаху, и вскоре после этого он вернулся в Ирландию, и в 1574 году ему было даровано поместье в Балине, недалеко от Мойвалли, графство Килдэр. В 1582 году его считали достаточно сильным сторонником англичан, чтобы получить земельный грант земли в Лейксе. Каллах был отцом Рори О’Мура, он же сэр Роджер Мур, который был лидером ирландского восстания 1641 года.

## Восстание
Руайри Ог О’Морда, второй сын, постоянно участвовал в восстаниях. Он получил помилование 17 февраля 1565—1566 года, но в 1571 году его объявили опасным, а в 1572 году он сражался с графом Ормондом, чему способствовала слабость сил под командованием Фрэнсиса Косби, сенешаля графства Королевы и временное отсутствие Ормонда в Англии. Батлеры и Фицджеральды объединились против него; но когда в ноябре 1572 года граф Десмонд бежал из Дублина, именно Руайри Ог О’Морда сопровождал его через Килдэр и защищал его в Лейксе . Он участвовал в планах графа Килдэра в 1574 году и был взят в плен англичанами в ноябре. Однако он быстро бежал из плена. Человек, отдавший приказ о его убийстве, сэр Генри Сидни, назвал О’Морду «неизвестным и подлым негодяем».

## Подчинение и война
Когда Генри Сидни вошел на его территорию, Рори О’Морда пошел встретиться с ним в соборе Килкенни (декабрь 1575 г.) и «подчинился, раскаявшись (как он сказал) в своих прежних ошибках и пообещав в будущем жить в лучшем виде (в худшем, чем он если бы он был, то его быть не может)». Новое помилование было даровано ему 4 июня 1576 года.
В первый день 1577 года в Муллахмасте в графстве Килдэр произошла резня группы гэльского дворянства войсками сэра Генри Сидни. Сидни пригласил всех вождей кланов и их семьи из Лаоиса и Оффали на мирную конференцию в Муллахмасте. Они прибыли безоружными и были убиты вместе со всеми своими семьями воинами Генри Сидни, окружившими замок. По оценкам, число погибших варьируется от 40 (количество гэльских лордов) до сотен. О’Морда поклялся отомстить за смерть своих родственников. Он похитил двух англичан по имени Харрингтон и Косби, родственников важных людей.
Рори надеялся на помощь из Испании и, при поддержке своего друга Джона Берка, готовился отомстить за резню в Муллахмасте. Он объединился с кланом О’Коннор и собрал армию. 18 марта 1576—1577 годов сенешалю графства Королевы было приказано атаковать Руайри Ога и клан О’Коннор огнем и мечом. Но в том же месяце кланы О’Мор и О’Коннор отомстили за Муллагмаст, совершив набег на Пейл. В том же месяце Генри Сидни написал совету: «Рори Ог О’Мор и Кормок МакКормок О’Конор сожгли Наас. Они пробежали по городу, как ведьмы и фурии ада, с хлопьями огня, прикрепленными к концам шестов».

## Смерть
Агенты английской королевы Елизаветы Тюдор назначили за его голову огромную по тем временам награду в 1000 фунтов стерлингов, как это было в их практике с вождями ирландских кланов, оказавшими сопротивление. При попытке поймать в свои руки Барнаби Фицпатрика, 2-го барона Верхнего Оссори, он был убит членами семьи Фитцпатриков в июне 1578 года, а его голова была доставлена в Дублинский замок, который в то время был окружен обезглавленными головами главных «повстанцев».

## Потомки
У О’Мора остался сын Эоган мак Руайри О’Морда. Джон Берк, сын графа Кланрикарда, взял на себя ответственность за Эогана. Англичане с некоторыми трудностями захватили его, и он вернулся и вернул себе почти весь Лиишь. Он был убит в стычке возле Тимахо 17 августа 1600 года. Английский писатель-путешественник Файнс Морисон назвал его «кровавым и смелым молодым человеком», а ирландские хронисты в Анналах четырёх мастеров «прославленным, известным и знаменитым джентльменом». После его смерти О’Муры как ирландский клан были обречены.
Полковник Рори О’Мур (по-ирландски: Руайри Ог О Мордха; около 1620—1653), главный организатор Ирландского восстания 1641 года, был его племянником.